# اماخیل
اماخیل (به انگلیسی: Ama Khel) یک منطقهٔ مسکونی در پاکستان است که در خیبر پختونخوا واقع شده‌است. اماخیل ۱۴٬۹۰۳ نفر جمعیت دارد.